# Easier Said Than Done
Easier Said Than Done — третий студийный альбом американской группы Pool Kids, выполненный в жанре эмо-попа. Выпуск состоялся 15 августа 2025 года на лейбле Epitaph Records.

## История создания
5 июня 2025 года группа Pool Kids анонсировала свой третий альбом Easier Said Than Done вместе с концертным туром, который запланирован на сентябрь того же года. Выпуск альбома состоялся 15 августа 2025 года на лейбле Epitaph Records. Это первый релиз с начала сотрудничества группы с компанией. Вокалистка группы Кристина Гудвин отметила, что альбом был записан на их собственные деньги, а контракт с лейблом был подписан, когда они уже записали материал. Альбом сочетает множество элементов: от поп-музыки от фолка. Композиция Leona Street в стиле 90-х была вдохновлена песней группы Everclear «Everything To Everyone». Текстовая составляющая была вдохновлена песнями Фиби Бриджерс и Энди Шауфа. Вскоре после завершения работы над Easier Said Than Done Гудвин было диагностировано обсессивно-компульсивное расстройство, которое она подозревала во время записи альбом. По словам музыканта, болезнь повлияла на её тексты.

## Восприятие
| Оценки критиков | Оценки критиков |
| Источник        | Оценка          |
| --------------- | --------------- |
| Kerrang!        | 4/5             |
| Dork            | 4/5             |
| Clash           | 8/10            |

Джейс Маккинон из Kerrang! замечает в Easier Said Than Done смешение поп-музыки и эмо вокала. Рецензент Dork Гарри Шоу отмечает, что «становятся лучше, но остаются собой», когда описывает сильное влияние поп-музыки на их новый альбом. Рецензент журнала Clash заявила, что несмотря на изменение стиля, философия DIY всё ещё остаётся сильной стороной группы.

## Список композиций
| №                   | Название                | Длительность |
| ------------------- | ----------------------- | ------------ |
| 1.                  | «Easier Said Than Done» | 3:05         |
| 2.                  | «Tinted Windows»        | 3:15         |
| 3.                  | «Bad Bruise»            | 3:07         |
| 4.                  | «Leona Street»          | 3:27         |
| 5.                  | «Last Word»             | 4:13         |
| 6.                  | «Sorry Not Sorry»       | 4:05         |
| 7.                  | «Not Too Late»          | 2:54         |
| 8.                  | «Which Is Worse»        | 2:48         |
| 9.                  | «Dani»                  | 5:22         |
| 10.                 | «Perfect View»          | 3:42         |
| 11.                 | «Exit Plan»             | 3:46         |
| Общая длительность: | Общая длительность:     | 40:00        |